# Scopula complanata
Scopula complanata là một loài bướm đêm trong họ Geometridae.